# Jean Louis Rodolphe Agassiz
Aquest autor és citat en taxonomia animal amb el nom «Agassiz».
Jean Louis Rodolphe Agassiz (28 de maig de 1807- 12 o 14 de desembre de 1873) fou un zoòleg, glaciòleg, i geòleg americà nascut a Suïssa. Fou el marit de l'educadora i també naturalista Elizabeth Cabot Agassiz, i un dels primers científics americans de primera classe.

## Biografia
Va néixer a Môtier, Suissa. L'any 1846 va anar a Boston a donar una conferència a la Universitat Harvard i va decidir quedar-s'hi per la resta de la vida. Va morir l'any 1873 a Cambrige (Massachusetts). Durant tota la seva vida als Estats Units va mantenir una forta amistat amb Benjamin Peirce.
Va fer estudis sobre fòssils de peixos (1833-1844), i de glaceres. Va ser un opositor a les teories de Darwin.
El cràter marcià Agassiz i l'asteroide (2267) Agassiz reben el seu nom.